# Doliones
Die Doliones (altgriechisch οἱ Δολίονες, οἱ Δολιεῖς oi Dolíones, oi Dolieís, auch Dolionen) waren in der Antike ein thrakisches Volk in Mysien, das in der Umgebung der Stadt Kyzikos zwischen den Flüssen Aisepos und Rhyndakos und dem daskylitischen See siedelte.
Der mythische Herrscher Kyzikos soll die Dolionen aus Thessalien nach Mysien geführt und die Stadt Kyzikos gegründet haben. Ihr Stammvater war laut Strabon Dolion, der Sohn des Silenos mit der Melia.
Nach den Doliones wurde die Landschaft, in der sie lebten, Dolionia oder Dolionis (Δολιονία oder Δολιονίς) genannt.